# Бурец, Роман Сергеевич
Роман Сергеевич Бурец (бел. Раман Сяргеевіч Бурэц; род. 28 января 1997, Минск) — белорусский футболист, полузащитник клуба «Бумпром».

## Клубная карьера
Начал заниматься футболом в спортивной школе столичного «Динамо», а позже выступал за юношеские команды клуба «Минск». Позже он присоединился к РЦОР-БГУ и в 2014 году дебютировал в составе основной команды «Звезды-БГУ» в Первой лиге. В сезоне 2015 закрепился себя в основном составе. Вторую половину сезона 2016 не сыграл из-за травмы.
В январе 2018 года был отдан в аренду до конца сезона в клуб «Смолевичи». В августе 2018 года перешел в «Гранит». В конце сезона 2018 покинул клуб микашевичский клуб.
В июле 2019 года перешел во «Узду» из Второй лиге. В апреле 2020 года стал игроком рогачёвского «Днепра». В феврале 2023 года футболист продлил с клубом контракт до конца 2027 года. В апреле 2023 года в клубе сообщили, что футболист покидает клуб.
В июле 2023 года футболист присоединился к минскому «Трактору».
В феврале 2024 года футболист перешёл в гомельский «Бумпром».

## Карьера за сборную
В октябре 2013 года выступал за юношескую сборную Беларуси (до 17 лет) в отборочном раунде чемпионата Европы, а в январе 2014 года – на Кубке развития в Минске.

## Статистика
| Сезон    | Дивизион | Клуб                | Страна        | Матчи | Голы |
| -------- | -------- | ------------------- | ------------- | ----- | ---- |
| 2014     | Д2       | Звезда-БГУ          | Флаг Беларуси | 18    | 0    |
| 2015     | Д2       | Звезда-БГУ          | Флаг Беларуси | 18    | 1    |
| 2016     | Д2       | Звезда-БГУ          | Флаг Беларуси | 13    | 1    |
| 2017     | Д2       | Энергетик-БГУ       | Флаг Беларуси | 22    | 1    |
| 2018 (1) | Д1       | Смолевичи           | Флаг Беларуси | 11    | 0    |
| 2018 (2) | Д2       | Гранит (Микашевичи) | Флаг Беларуси | 13    | 2    |
| 2019 (2) | Д3       | Узда                | Флаг Беларуси | 13    | 2    |
| 2020     | Д3       | Днепр (Рогачёв)     | Флаг Беларуси | 13    | 1    |
| 2021     | Д3       | Макслайн            | Флаг Беларуси | 18    | 10   |
| 2022     | Д3       | Макслайн            | Флаг Беларуси | 22    | 2    |
| 2023 (1) | Д3       | Макслайн            | Флаг Беларуси | 9     | 0    |